# Turraea parvifolia
Turraea parvifolia är en tvåhjärtbladig växtart som beskrevs av Albert Deflers. Turraea parvifolia ingår i släktet Turraea och familjen Meliaceae. Inga underarter finns listade i Catalogue of Life.